# Kryptisk honungsfågel
Kryptisk honungsfågel (Microptilotis imitatrix) är en fågel i familjen honungsfåglar inom ordningen tättingar.

## Utbredning och systematik
Arten förekommer i Australien, i nordöstra Queensland från Mossman till Burdekin River. Tidigare behandlades den som underart till slank honungsfågel, men urskiljs numera vanligen som egen art.

## Status
IUCN kategoriserar arten som livskraftig.